# Thor (komiks)

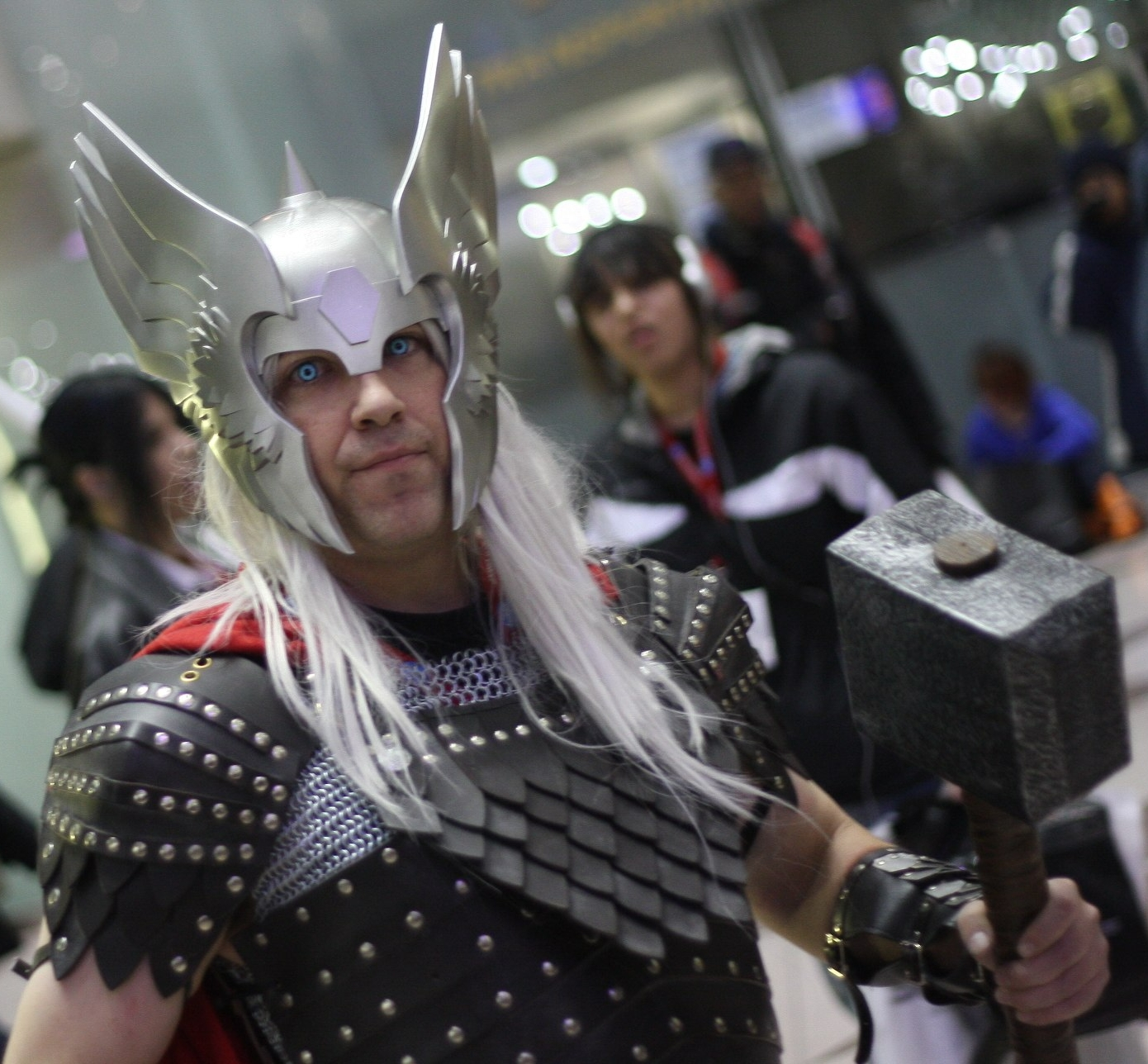
Cosplay Thora.

Thor je fiktivní postava komiksových příběhů vydávaných nakladatelstvím Marvel Comics. Poprvé se objevil v komiksové knize Journey into Mystery #83 roku 1962. Postavu vymyslel Stan Lee, do příběhu ji rozpracoval Larry Lieber a výtvarně ji ztvárnil Jack Kirby. Postava vznikla dle vzoru boha Thóra ze Severské mytologie.

## Vydání
Postava Thora byla vymyšlena Stanem Lee na počátku šedesátých let 20. století. Konceptem bylo vytvořit nadlidsky silného hrdinu, výsledkem tedy byl hrdina-bůh. Lee vysvětloval, že lidé v oné době dobře znali řeckou a římskou mytologii, proto raději čerpal ze severské.
Thor se poprvé objevil v komiksovém sešitu Journey into Mystery #83, vydané v USA v srpnu 1962. Na příbězích se podíleli Lee, Lieber a Robert Bernstein. Výtvarně poté Kirby, Joe Sinnott, Don Heck a Al Hartley.
Od čísla 97 (rok 1963) začala být vydávána i pěti-stránková minisérie "Tales of Asgard". Od čísla 104 (rok 1964) se příběhy "The Mighty Thor" staly hlavními příspěvky Journey into Mystery. K přejmenování došlo v březnu 1966, kdy celý sešit nově nesl název The Mighty Thor (a občas jen Thor).
V sedmdesátých letech k projektu přišli noví výtvarníci, a to Neal Adams a John Buscema, kteří nahradili Kirbyho tým. Ve stejné době Stan Lee přenechal psaní příběhů novému týmu, který tvořili Gerry Conway, Len Wein a Roy Thomas. Na konci sedmdesátých let byl Thor dílem Roye Thomase a Keitha Pollarda.
V osmdesátých letech projekt převzal spisovatel a výtvarník Walt Simonson. Poté se přidali ještě Tom DeFalco a Ron Frenz. Během projektu "Heroes Reborn" byl komiks znovu přejmenován na Journey into Mystery nyní již #503 (listopad 1996), což trvalo až do června 1998. Po ukončení "Heroes Reborn", jež se odehrává v alternativním Marvel světě, v červenci 1998 začala být vydávána druhá série nazvaná Thor vol. 2. Druhá série byla vydávána od roku 1998 do roku 2004, hlavními autory jsou Dan Jurgens a Michael Avon Oeming.
Třetí série započala v září 2007 a skončila v lednu 2009, jejími autory byli J. Michael Straczynski, Olivier Coipel a později Kieron Gillen a Billy Tan. Všechny tři série dohromady činily 600 čísel.
Po úspěchu filmu Thor z roku 2011 byly vydávány nové minisérie, jako jsou: Thor: The Mighty Avenger, Thor: First Thunder, Thor: For Asgard či Iron Man/Thor. Také začala být vydávána minisérie navazující na původní první sérii komiksů nazvaná The Mighty Thor. Mezi lety 2013 a 2014 byla vydávána série Thor: God of Thunder, kterou psal autor Jason Aaron. Od října 2014 je vydávána série Thor vol. 4, Thorem je zde netradičně žena, což odkazuje na dědictví crossoveru Original Sin. Sérii opět psal Jason Aaron. V listopadu roku 2015 byla tato série nahrazena navazující sérií Mighty Thor Vol. 2, ve které stále pokračoval Jason Aaron. Během eventu Generations a Marvel Legacy (2017 a 2018) Thora psal nadále Jason Aaron, který rovněž pokračoval sérií Thor Vol. 5. Aaronův sedmiletý run vyústil čtyřdílnou minisérií King Thor. Ihned poté začala být vydávána šestá série Thora, kterou psal Donny Cates a nejdříve kreslil Nic Klein.

### Hlavní série
- Journey Into Mystery #83–125 (srpen 1962 – únor 1966)
- Thor #126-502 (březen 1966 – září 1996)
- Journey Into Mystery #503–521 (listopad 1996 – červen 1998)
- Thor Vol. 2 #1–85 (červenec 1998 – October 2004)
- Thor Vol. 3 #1–12 (červenec 2007 – ledn 2009)
- Thor #600–621 (duben 2009 – březen 2011)
- Journey Into Mystery #622–655 (květen 2011 – srpen 2013)
- The Mighty Thor #1–22 (květen 2011 – říjen 2012)
- Thor: God of Thunder #1–25 (listopad 2012 – září 2014)
- Thor Vol. 4 #1–8 (říjen 2014 – květen 2015)
- The Mighty Thor Vol. 2 #1–23 (listopad 2015 – 2017)
- Mighty Thor Vol. 1 #700–706 (2017–2018)
- Thor Vol. 5 #1–16 (2018–2019)
- King Thor Vol. 1 #1–4 (2019–2020)
- Thor Vol. 6 #1–... (2020–...)

## Fiktivní biografie postavy

### Thor Odinson
Thorův otec Odin ho poslal z Asgardu na Zemi, aby se zde naučil lidskosti. Zbavil ho vzpomínek na své božství a vtělil ho do studenta medicíny Donalda Blakea. Po vystudování se vydal na cestu do Norska, kde spadl do jeskyně, v které poté nalezl asgardský artefakt – kladivo Mjolnir. Poté, co ho vytáhl z kamene se proměnil zpět v boha hromu Thora.
Po porážce prvních nepřátel se rozhodl žít s dvojí identitou, kdy jako člověk usiloval o přízeň zdravotní sestry Jane Foster a jako bůh hromu chránil lidstvo. Hlavním nepřítelem mu je jeho adoptovaný bratr Loki. Ten také může za zrod jeho dalších nepřátel, jimiž jsou: Absorbing Man, Wrecker a Destroyer.
Kvůli své pozemské lásce se odmítl vrátit do Asgardu i přes rozkaz svého otce. To vedlo k velkému odloučení mezi ním a Odinem. Na Zemi se stal členem týmu superhrdinů Avengers, mimo pozemské boje však často vypomáhal i v obraně Asgardu. Během bojů o Asgard, Odin souhlasil s Thorovou láskou k Jane Foster pokud však ona projde testem. Zkoušku kvůli zpanikaření nezvládla a byla poslána zpět na Zemi. Thor zůstal v Asgardu se zlomeným srdcem. Poté následovaly desetiletí epických bojů proti Lokimu a jeho přívržencům. V té době se Thor vracel na Zemi jen sporadicky.
V nových příbězích, popisujících alternativní budoucnost, Odin padl v bitvě proti Surturovi a Thor se stal vládcem Asgardu. Podrobil si své nepřátele a dokonce i Zemi a Avengers. Oženil se se zaklínačkou Amorou a zplodil s ní syna jménem Magni.
Thor není nesmrtelný, pouze pravidelnou konzumací Zlatých jablek bohyně Idunn (založena na Idunn) prodlužuje svůj život o tisíciletí. Jako syn dvou bohů je prakticky nejsilnější bytostí v Asgardu. Během boje může využít "zuřivosti Berserků", která dočasně znásobí jeho sílu a moc. Je velmi odolný vůči pozemským zbraním, a tím prakticky nezranitelný. Jako bůh hromu může ovládat blesky a vítr. Také, dlouho jako jediný, dokázal ovládnout mocný artefakt kladivo Mjolnir.
V dějové linii Original Sin (z roku 2014) Nick Fury zašeptal Thorovi děsivé tajemství, které ho zbavilo schopnosti pozvednout Mjolnir a převzít celé schopnosti boha hromu. Thor přestal být hoden (Unworthy Thor). Později se mu podařilo si sílu boha hromu opět zasloužit, ale vystupoval pod jménem Odinson.

### Jane Fosterová
Jane Fosterová byla v původních příbězích sestřičkou Dr. Donalda Blakea, která se do něj zamilovala. Donald Blake byla krycí identita pro Thora v době, kdy pobýval na Zemi. V devadesátých letech, byla představena nikoliv již jako sestřička, ale jako doktorka.
V roce 2014 (v sérii Thor: God of Thunder, kterou psal Jason Aaron) jí byla diagnostikována rakovina prsu. Současně se stala vyslankyní Země (Midgardu) v Kongresu světů, který zasedal na Asgardu. Po událostech v eventu Original Sin, po kterém byl Thor zbaven své moci, se novým Thorem stala právě Jane Fosterová. Pozvedla Mjolnir, přijala sílu Thora a stala se bohyní hromu. Nicméně přeměny v Thora jí urychlovaly postup rakoviny, jelikož odolnost formy Thora přerušovala proces léčby chemoterapie.
Po událostech eventu Secret Wars (2015) a relaunchi All-New, All-Different Marvel zůstala Jane Fosterová i nadále Thorem a reprezentantem Země v Kongresu světů. Svou tajnou identitu pečlivě střežila jak na Zemi (Midgardu), tak v Asgardu. V této dějové linii je původní Thor (Odinův syn) ztracen neznámo kde. Jane Fosterová, coby Thor, se dostává do války sfér, kterou vede Malekith, vládce temných elfů ze Svartalfheimu, nejdříve proti světlým elfům z Alfheimu. Dále čelí spiknutí šéfa pozemské korporace Roxxon. V neposlední řadě se snaží skrýt svou identitu před podezíravou agenturou S.H.I.E.L.D. Coby Jane Fosterová i nadále bojovala s rakovinou, ale uvědomovala si, že každá další proměna v Thora ji přibližuje neodvratnému konci. V téže době je také členkou týmu Avengers. Situace došla až tak daleko, že jí zbývala jediná proměna v Thora, po které by přišla smrt. Jane si ji šetřila, ale když se dostal celý Asgard do smrtelného nebezpečí, proměnila se. V roce 2018 v čísle Mighty Thor (Vol. 1) #705  zachránila Asgarďany, ale sama podlehla; současně došlo ke zničení kladiva Mjolnir. Thor (Odinson) a Odin se následně snažili Jane vrátit mezi živé, což se jim nakonec povedla. Kvůli své přetrvávající nemoci se ale vzdala moci Thora, kterou opět převzal Odinův syn. V následné sérii Thor (Vol. 5) byl tedy Thorem opět Odinův syn. Během eventu War of the Realms byly povražděny asgardské Valkýry. Po bitvě se Jane zjevil duch Valkýry Brunnhildy, která Jane předala moc Valkýr a tak se z Jane Fosterové stala Valkýra (série Valkyrie: Jane Foster (Vol. 1), 2019).

## Česká vydání
V České republice vydávají komiksové knihy Thor nakladatelství CREW a Hachette Fascicoli.
- 2011 – Thor – Vikingové, (autoři: Garth Ennis a Glenn Fabry: Thor: Vikings #1–5, 2003–04)
- 2013 – Ultimátní komiksový komplet #52: Thor – Znovuzrození, (autor: J. Michael Straczynski: Thor vol. 3 #1–6, 2007–08)
- 2013 – Ultimátní komiksový komplet #13: The Mighty Thor – Hledání bohů, (autoři: Dan Jurgens a John Romita Jr.: Thor vol. 2 #1–7, 1998–99)
- 2014 – Ultimátní komiksový komplet #3: Thor – Poslední Viking, (autor: Walt Simonson: Thor #337–343, 1983–84)
- 2014 – Ultimátní komiksový komplet #60: Astonishing Thor, (autoři: Robert Rodi a Mike Choi: Astonishing Thor #1–5, 2011)
- 2016 – Ultimátní komiksový komplet #86: Thor – Příběhy z Asgardu, (autoři: Stan Lee a Jack Kirby: Thor: Tales of Asgard #1–6, 2009. Převyprávěné příběhy z let 1963–67)
- 2016 – Ultimátní komiksový komplet #97: The Mighty Thor: Ragnarok, (autoři: Stan Lee a Jack Kirby: The Mighty Thor #153–159, 1968.
- 2017 – Nejmocnější hrdinové Marvelu #032: Thor, (autoři: Michael Avon Oeming, Daniel Berman a Andrea Divito: Thor (vol. 2) #80-85, 2004) + (Stan Lee, Larry Lieber a Jack Kirby: Journey into Mystery #83, 1962)
- Thor Vol. 5 (Fresh Start):
  - Thor 1: Bůh hromu znovuzrozený, 2019 (autoři: Jason Aaron, Mike Del Mundo a Christian Ward: Thor (Vol. 5) #1–6, 2018)
  - Thor 2: Válka říší se blíží, 2020 (autoři: Jason Aaron, Tony Moore, Mike Del Mundo a Lee Garbett: Thor (Vol. 5) #7–11, 2018–19)
  - Thor 3: Konec války, 2021 (autoři: Jason Aaron, Mike Del Mundo a Scott Hepburn: Thor (Vol. 5) #12–16, 2019)
- 2022 – Thor: Zabiják bohů, 2022 (autoři: Jason Aaron, Jackson Guice, Esad Ribić: Thor – God of Thunder #1–11, 2012–13)

## Film a televize

### Film
- 2011 – Thor – režie Kenneth Branagh, v hlavní roli Chris Hemsworth
- 2013 – Thor: Temný svět – režie Alan Taylor, v hlavní roli Chris Hemsworth
- 2017 – Thor: Ragnarok – režie Taika Waititi, v hlavní roli Chris Hemsworth
- 2022 – Thor: Láska jako hrom – plánovaný americký film, režie Taika Waititi, v hlavní roli Chris Hemsworth

### Televize
- 1988 – Návrat neuvěřitelného Hulka – TV film, režie Nicholas Corea, v roli Thora Eric Allan Kramer

### Animované filmy a seriály
- 1966 – The Mighty Thor – americký animovaný seriál (součást série The Marvel Super Heroes)
- 2011 – Thor & Loki: Blood Brothers – americký animovaný seriál o čtyřech epizodách
- 2011 – Thor: Tales of Asgard – americký animovaný film